# Grand Prix San Marino 1988

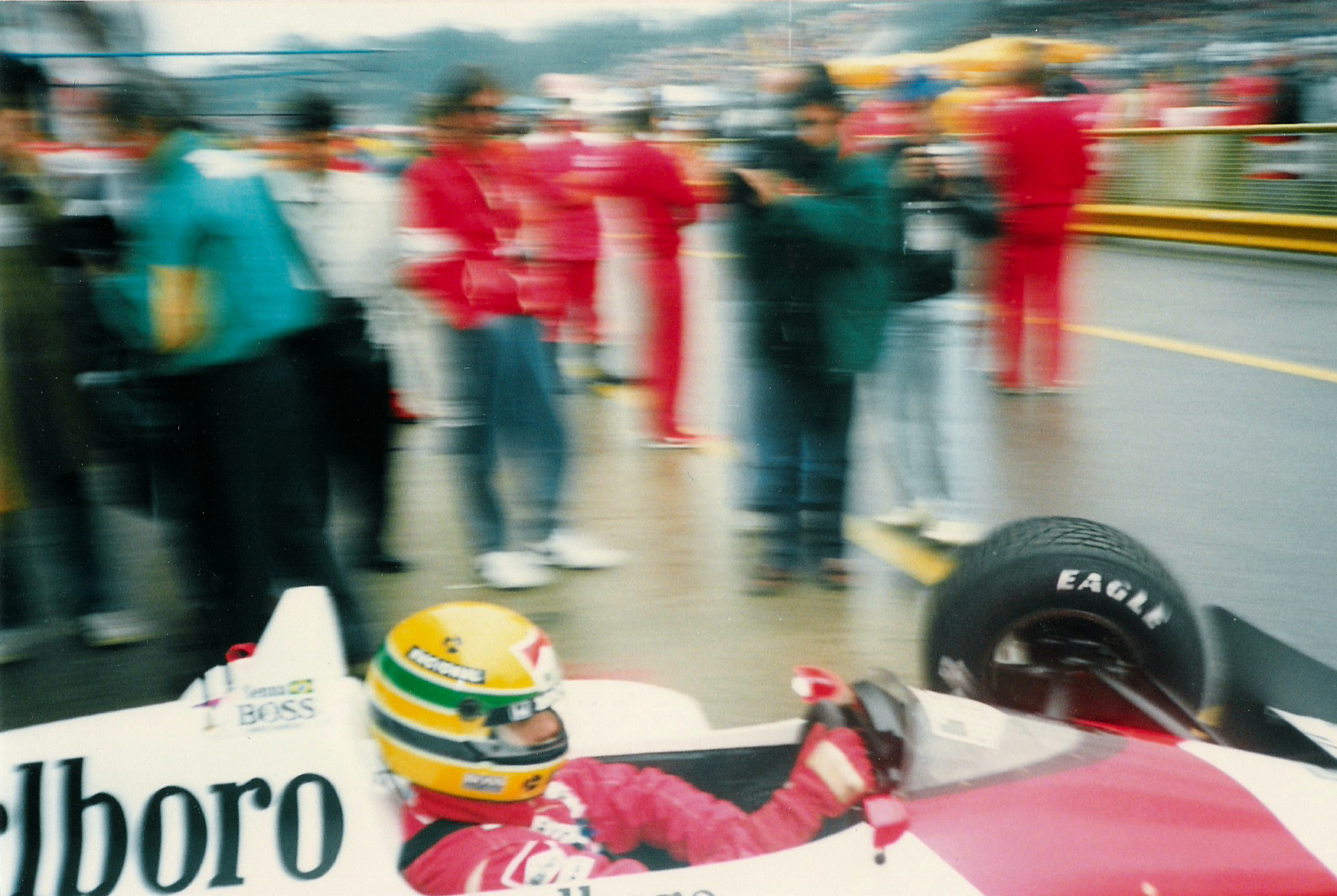
Ayrton Senna podczas Grand Prix San Marino 1988

Grand Prix San Marino 1988 (oryg. Kronenbourg Gran Premio di San Marino) – druga runda Mistrzostw Świata Formuły 1 w sezonie 1988, która odbyła się 1 maja 1988, po raz ósmy na torze Imola.
8. Grand Prix San Marino, ósme zaliczane do Mistrzostw Świata Formuły 1.